# Autostrada A5 (Słowenia)
Autostrada A5 (słoweń. Avtocesta A5, Pomurski krak) – autostrada w Słowenii, będąca fragmentem trasy europejskiej E653. Łączy Maribor z granicą Węgier. Umożliwia przejazd z Lublany do Budapesztu.
Budowa autostrady rozpoczęła się w 2000 roku. Pierwszy odcinek, w skład którego wchodzi most spinający brzegi rzeki Mura, oddano do użytku w 2003 roku. W latach 2005 – 2006 rozpoczęto budowę pozostałych odcinków drogi, które ostatecznie otwarto dla ruchu samochodowego 30 października 2008 roku. Dzięki temu A5 jest drugą w pełni ukończoną słoweńską autostradą.

## Opłaty
Przejazd autostradą jest płatny za pośrednictwem winiety. W pojeździe o masie przekraczającej 3,5 tony zamiast nalepki musi być zainstalowane urządzenie pokładowe DarsGo, analogiczne do innych europejskich elektroniczych systemów opłat np. austriackiego GO-Box czy polskiego viaTOLL.